# Арзак Аразиг
Арзак Аразиг (фр. Arzacq-Arraziguet) насеље је и општина у југозападној Француској у региону Аквитанија, у департману Атлантски Пиринеји која припада префектури По.
По подацима из 2011. године у општини је живело 998 становника, а густина насељености је износила 65,4 становника/km². Општина се простире на површини од 15 km². Налази се на средњој надморској висини од 224 метара (максималној 238 m, а минималној 95 m).

## Демографија
| 1962. | 1968. | 1975. | 1982. | 1990. | 1999. | 2011. |
| ----- | ----- | ----- | ----- | ----- | ----- | ----- |
| 958   | 917   | 865   | 826   | 807   | 889   | 998   |

График промене броја становника у току последњих година